# Day by Day (ラジオ番組)
『Day by Day』（デイ・バイ・デイ）は、2016年4月4日から2018年3月29日までJFN系列で放送されていたラジオ番組である。
放送日が祝日に当たる場合は『Day by Day ホリデーエディション』（デイ・バイ・デイ ホリデーエディション）として、通常放送とは異なる内容で構成する。また、その祝日の放送については放送局ごとに異なる（放送局別に特別番組を編成することがある）。

## 放送時間
全て月曜 - 木曜の放送。
- 2016年4月 - 2018年3月：13:30 - 15:55

ネット局によって放送時間が異なる他、途中に別番組を内包している場合がある。

## パーソナリティ
- 佐藤千晶（元東日本放送・メーテレアナウンサー、月曜・火曜）
- 桑原りさ（水曜・木曜）

## 基本タイムテーブル
- 13:30：オープニング
- 13:40：イベント情報
- 13:55：Zero Tunes～2000年代のポップ・ミュージック - 小谷大輔（一部局のみ）
- 14:00：14時台オープニング、メッセージ紹介
- 14:08：GLOCAL TIME
- 14:15：JFNラジオショッピング または JFNブランニューヒッツ
- 14:20：メッセージ紹介
- 14:30：NEW’S UP!（水曜は田上嘉一が定期ゲストとして出演[3]）
- 14:40：フリートークと曲
- 14:47：メッセージ紹介、14時台エンディング
- 14:55[4]：MY OLYMPIC α（JFN全国ネット番組）
- 15:00：15時台オープニング、メッセージ紹介
- 15:05：PRECIOUS MOMENT
- 15:21：TALK TO YOU
- 15:42[5]：JFNラジオショッピング（火曜 - 木曜）
- 15:48：メッセージ紹介、エンディング

## ネット局
それぞれ放送時間の早い順から記載。★印は2018年2月現在、「radiko」（プレミアム含む）で聴取可能な放送局。

### 番組終了時点
| 放送対象地域   | 放送局名                        | 放送時間                                           | 中断 |
| -------------- | ------------------------------- | -------------------------------------------------- | --- |
| 青森県         | エフエム青森（AFB）★            | 月曜 - 木曜 13:30 - 15:55                          | 13:55 - 14:00 月曜：知っ得!知財総合支援窓口 火曜：なるほど!過払い金法律相談 水曜：Doctor's Cafe 木曜：あなたのおそばに全労済     |
| 山形県         | エフエム山形（Rhythm Station）  | 月曜 - 木曜 13:30 - 15:55                          | 14:20 - 14:30：あぐりずむ 14:37 - 14:42：Monthly Hyper Play                                                                      |
| 岐阜県         | エフエム岐阜（FM GIFU）★        | 月曜 - 木曜 13:30 - 15:55                          | |
| 岡山県         | 岡山エフエム放送（FM OKAYAMA）  | 月曜 - 木曜 13:30 - 15:55                          | 14:40 - 14:47：ステーションらんでぶ～                                                                                            |
| 島根県・鳥取県 | エフエム山陰（V-air）           | 月曜 - 木曜 13:30 - 15:55                          | 14:20 - 14:30：お茶にしませんか?（木曜） 14:40 - 14:47：ステーションらんでぶ～                                                   |
| 香川県         | エフエム香川（FM香川）★         | 月曜 - 木曜 13:30 - 15:55                          | 13:47 - 13:55：Hello!My Town 14:30 - 14:40：あぐりずむ 14:40 - 14:47：ステーションらんでぶ～                                     |
| 徳島県         | エフエム徳島（FM TOKUSHIMA）    | 月曜 - 木曜 13:30 - 15:55                          | |
| 長崎県         | エフエム長崎（FM Nagasaki）★    | 月曜 - 木曜 13:30 - 15:55                          | 13:49 - 13:55：JFNラジオショッピング 13:55 - 14:00：SMILE CUTS 15:42 - 15:47：快適生活ラジオショッピング                         |
| 鹿児島県       | エフエム鹿児島（μFM）★          | 月曜 - 木曜 13:30 - 15:55                          | 13:47：交通情報 13:55 - 14:00：快適生活ラジオショッピング 14:46：交通情報                                                        |
| 秋田県         | エフエム秋田（AFM）             | 月曜 - 木曜 13:30 - 14:40                          | 13:55 - 14:00：MY OLYMPIC α |
| 大分県         | エフエム大分（Air-Radio FM88）★ | 月曜 - 木曜 13:30 - 14:50                          | 14:30 - 14:40：あぐりずむ |
| 栃木県         | エフエム栃木（RADIO BERRY）★    | 月曜 - 木曜 13:30 - 14:55                          | 13:55 - 14:00 月曜・水曜・木曜：B-HOT! 火曜：なるほど!過払い金法律相談 14:20 - 14:30：あぐりずむ 14:48 - 14:50：高校野球レポート |
| 山口県         | エフエム山口（FMY）             | 月曜 - 木曜 13:30 - 14:55                          | 14:30 - 14:35：道路交通情報 14:35 - 14:40：PUSH ONE                                                                              |
| 岩手県         | エフエム岩手（FM IWATE）★       | 月曜 - 木曜 13:30 - 15:00                          | 13:55 - 14:00 木曜：なるほど!過払い金法律相談 14:20 - 14:30：あぐりずむ                                                          |
| 長野県         | 長野エフエム放送（FM長野）★     | 月曜 - 木曜 13:30 - 15:43                          | 13:55 - 14:00：なるほど!過払い金法律相談（木曜） 14:20 - 14:30：あぐりずむ                                                       |
| 福井県         | 福井エフエム放送（FM FUKUI）    | 月曜 - 木曜 13:30 - 15:50                          | 13:55 - 14:00：FM福井ニュース |
| 佐賀県         | エフエム佐賀（FMS）             | 月曜・木曜 13:30 - 15:00 火曜・水曜 13:30 - 15:55  | 13:55 - 14:00：MONTHLY LOOP |
| 滋賀県         | エフエム滋賀（e-radio）★        | 月曜、水曜 - 木曜 13:30 - 14:53 火曜 14:00 - 14:53 | 13:55 - 14:00：交通情報、天気予報                                                                                                |
| 高知県         | エフエム高知（Hi-Six）          | 月曜 14:00 - 15:55 火曜 - 木曜 13:30 - 15:55       | 14:30 - 14:40：あぐりずむ 14:40 - 14:47：ステーションらんでぶ～                                                                  |

### 過去
| 放送対象地域 | 放送局名               | 放送時間                                     | 放送期間               | 備考                                                                   |
| ------------ | ---------------------- | -------------------------------------------- | ---------------------- | ---------------------------------------------------------------------- |
| 宮崎県       | エフエム宮崎（JOY FM） | 月曜 14:00 - 15:50 火曜 - 木曜 13:30 - 15:50 | 2016年4月4日 - 9月29日 | 同年10月3日から自社制作番組『グッドタイム』の 放送開始のため打ち切り。 |